# Ponç de la Guàrdia
Ponç de la Guàrdia (1154?-1188?) fou un cavaller del llinatge de Saguàrdia, senyors d'un castell prop de Ripoll. No era un trobador professional, sinó un cavaller al qual, segons diu ell mateix, li agradava que les dames occitanes celebressin les seves composicions. Se sap que va participar en el setge de Conca (1177) sota les ordres del rei Alfons I i, més tard, en l'expedició del rei contra el comte Raimon V de Tolosa.
La seva obra la formen nou composicions amoroses, quatre de les quals formen un petit cicle dedicat a una dama que anomenava amb el senhal d'On-tot-mi-platz. Encara que com tots els trobadors escriu en occità, es poden detectar, alguns mots en català en els seus poemes (de fet això passa freqüentment en els trobadors catalans, sobretot en Cerverí de Girona).
En la següent cançó, Ponç de la Guàrdia, a punt d'emprendre una expedició de resultats dubtosos cap a Tolosa, s'adreça a la seva dama per recordar-li com l'estima i com la recorda, i com tot allò que podien ser petits malentesos ja no tenen cap importància. Es tracta, doncs, d'un breu testament amorós.
| I Farai chanzo ans que veinha·l laig tems, pus en Tolsa non n'anam tuit essems. A Deu coman tot cant reman de zay: ploran m'en part, car las domnas ams nems. Tot lo pais, de Salsas tro a Trems, salv Deus, e plus cel on midons estai II Tot n'o am mais car ma dona i sai; qu'el'es mos jois et el'es tot cant ai, e res no·m am mas leys cui amar suel ni de mos jorns autra non amarai; e sai e cre que leis aman morai, pus a leis platz qu'enaixi m'o acuill, III Cant e leis plaitz que·m fay tort ni orguil, sitot m'o vey, conoixer non o vul. Mas ben conosc tot cant me fai de be: lo be·l graesc e.l mal, sitot m'en duil. C'om peitz me fai, can m'esgaran sey oil, ai tant de yoy que del mal no·m sove. IV Non es nuils joys lo desir que me'n ve, que si·m destreinh, non ay poder de me, mas sol d'aitan can tot soletz m'estau e pes de leis ab lo cor que la ve: aquel douz pes me sojorn'e·m reve et ai n'aut pessan mant bon jornau. V Domna, vos etz manenta de bon lau e, ses mentir, la gencer c'om mentau: per qu'eu sofer totz mos mals e deport que trac per vos soletz e mon cabau, e n'ai dolor, mas vos estatz suau: d'aizo m'es vis que faitz alques de tort. VI Us lauzengiers me vol far paitz de mort; mas no m'en clam, que mout n'ai bon conort e no·y ay dan, et il fai que vilans. Ja no {{literal\|s'\|en}} lais, que pesari.m fort: que esters son grat auray joy e deport merces midons, a cui baissei les mans. | I Faré una cançó abans que vingui el mal temps, ja que a Tolosa anem tots plegats. A Déu encomano tot quan resta aquí: plorant me'n vaig, perquè les dames estimo molt. Tot el país, de Salses fins a Tremp, guardi Déu, i més enllà on la meva senyora està. II L'estimo encara més perquè la meva dama hi és; que ella és el meu goig i ella és tot el que tinc, i res no estimo sinó ella a la qual sempre he estimat i en els meus dies cap altra no estimaré; i sé i crec que moriré estimant-la, perquè si a ella li plau que així m'ho concedeixi. III Quan a ella li plau fer-me tort i mostrar-se orgullosa, encara que ho veig, no ho vull reconèixer. Mes be reconec tot quan em fa de bé: el bé li agraeixo i el mal, encara que me'n dolc. Com pitjor em tracta, quan m'esguarden els seus ulls, tinc tant de goig que no me'n recordo. IV No és cap joia el desig que em domina, que així se m'apodera, que no tinc poder sobre mi, sinó només quan tot solet m'estic i penso amb ella amb el cor que la veu: aquest dolç pensament em descansa i em refà i pensant en ella he tingut molts bons dies. V Senyora, vos sou famosa de bon nom i, sense mentir, la més gentil que hom pot esmentar; per la qual cosa jo suporto tots els meus mals i esforços que trec per vós solet en mi mateix, i tinc dolor, però vós esteu tranquil·la: en això em sembla que sou una mica injusta. VI Un maldient em vol pitjor que mort; però no me'n queixo, que en tinc un bon consol i no en tinc dany, i ella actua com un vilà. No se'n cansi que em pesaria molt: que malgrat ell tindré goig i plaer gràcies a midons, a qui vaig besar les mans. |